# Saint-nectaire
Pour les articles homonymes, voir Saint-Nectaire (homonymie).
 (août 2017).
Si vous disposez d'ouvrages ou d'articles de référence ou si vous connaissez des sites web de qualité traitant du thème abordé ici, merci de compléter l'article en donnant les références utiles à sa vérifiabilité et en les liant à la section « Notes et références ».
Saint-nectaire est une appellation d'origine désignant un fromage français de lait de vache fabriqué dans la micro-région des monts Dore, pays à cheval sur les départements du Cantal et du Puy-de-Dôme en France. Le savoir-faire des artisans du saint-nectaire a été reconnu par le ministère de la Culture et est inscrit à l'inventaire du patrimoine culturel immatériel en France en 2019.
Sa meilleure période de consommation s'étend de septembre à novembre.

## Histoire
À l'origine, fromage paysan exclusif, fabriqué bien souvent par les femmes, le saint-nectaire fut appelé jusqu’au XVIIe siècle « fromage de seigle » car il était affiné sur la paille de cette céréale.

C’est l’onctuosité de sa pâte et son goût de noisette qui firent sa renommée. Introduit à la cour de Louis XIV par le maréchal de France Henri de La Ferté-Senneterre (1600-1681), le saint-nectaire eut les faveurs du roi Soleil. Sa réputation est faite lorsque Legrand d’Aussy écrit en 1768, dans le récit de son voyage en Auvergne : 

« Si l’on veut vous y régaler, c’est toujours du saint-nectaire que l’on vous annonce. »

## Terroir et appellation

### Terroir

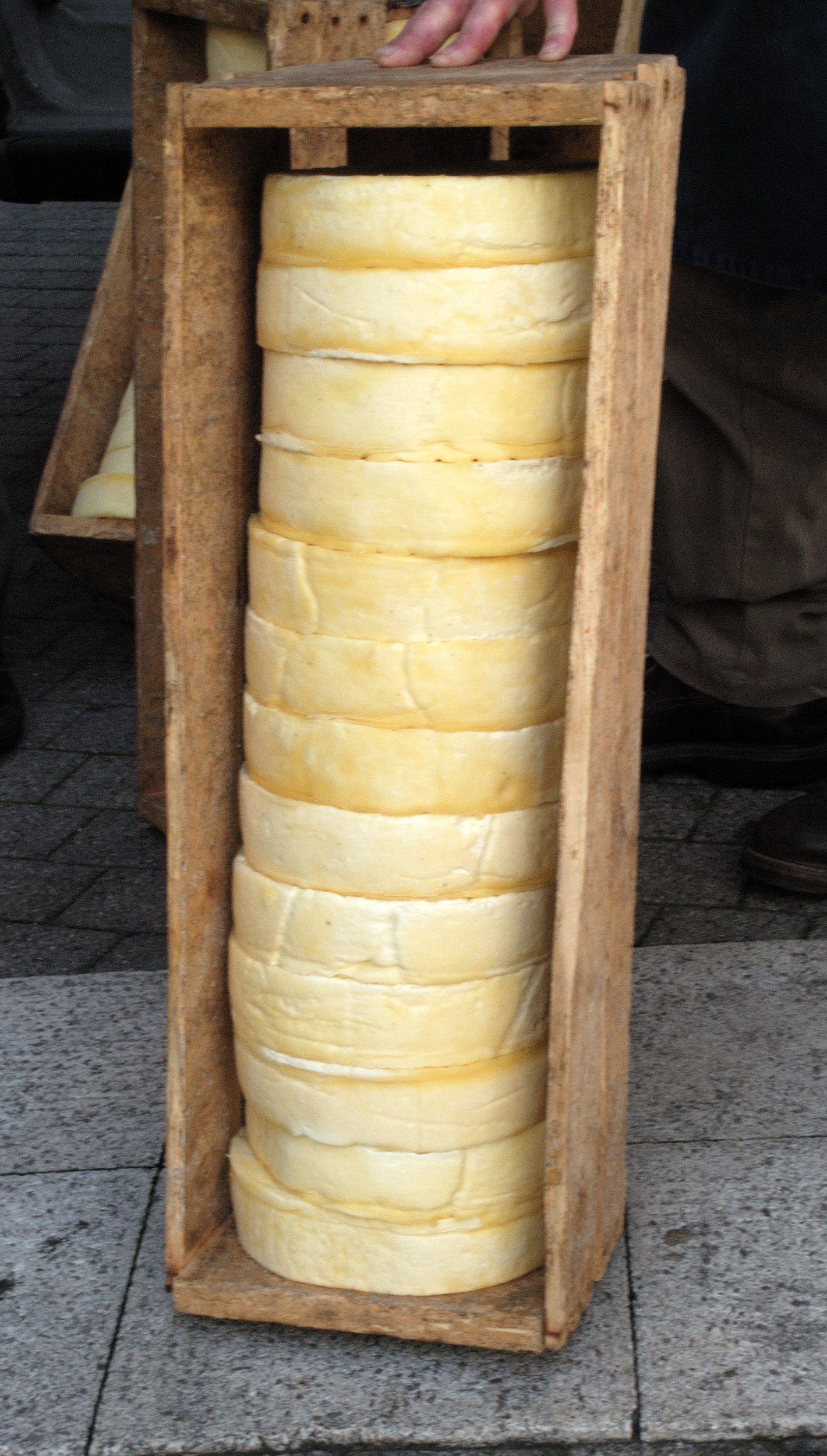
Caisse de fromages saint-nectaire avant l'affinage.

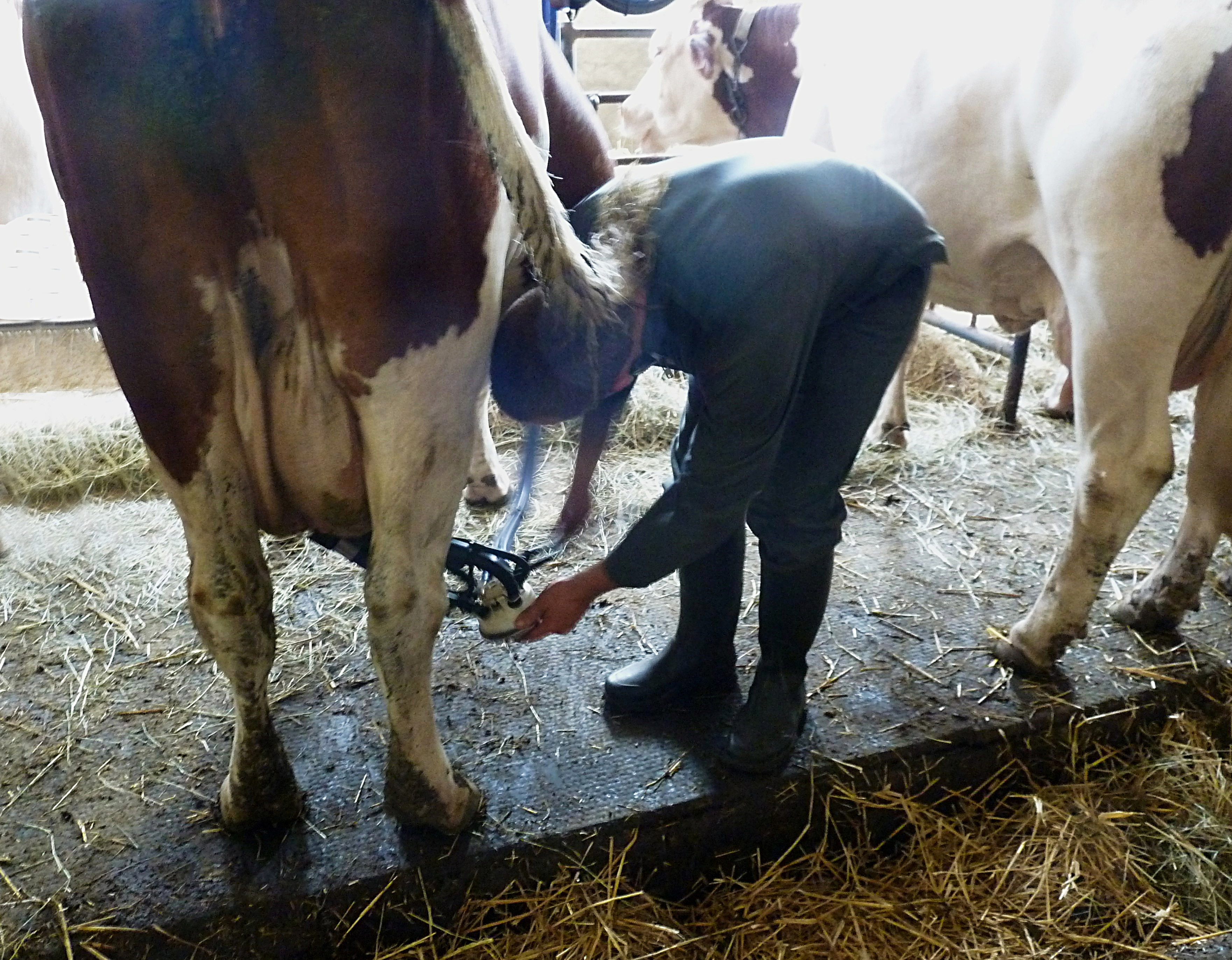
La traite des vaches dans une ferme.

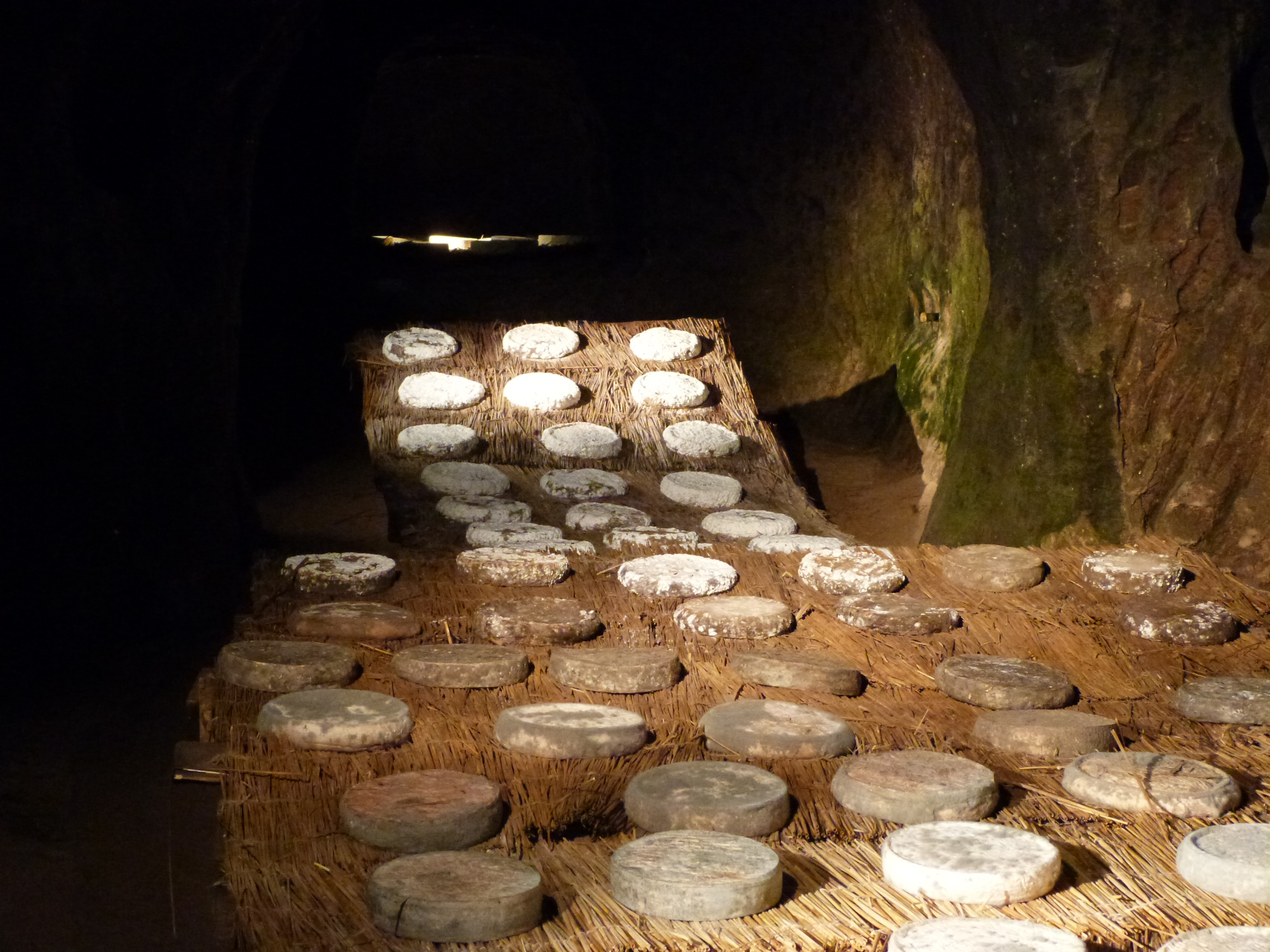
Affinage dans une cave naturelle de fromages saint-nectaire.

Le terroir originel lié à la production fermière du saint-nectaire, le pays des monts Dore, est situé dans une zone volcanique herbagère fertile.

### Protection commerciale de l'appellation et cahier des charges

#### Historique
- L'appellation d'origine « saint-nectaire » fit l'objet d'une préservation commerciale pour la première fois au niveau national en 1955, ce fromage étant alors et encore exclusivement fermier.
- En 1964, année de l’enregistrement de l'appellation en AOC, des artisans fromagers ainsi que l'industrie laitière eurent dorénavant le droit de transformer du lait pour fabriquer un nouveau type de fromage saint-nectaire.

Pour identifier distinctement les agriculteurs producteurs-transformateurs fermiers originels et les simples transformateurs, les fromages sont équipés d’une plaque de caséine verte ovale pour les productions des agriculteurs et carrée pour les nouvelles fabrications des artisans et des industriels.
- En 1996 par le biais d'une AOP[4], la protection s’étend à toute l'Union européenne.
- Ces dernières années, une appellation (« petit-saint-nectaire ») a été inventée par la filière pour s'adapter au marché. Elle s'applique à des fromages de 600 grammes et a été enregistrée dans le cahier des charges de la préservation commerciale.

#### Description
Le saint-nectaire voué au commerce est un fromage à pâte pressée non cuite se présentant sous la forme d’un cylindre légèrement détalonné de 20 à 24 cm de diamètre et de 3,5 à 5,5 cm de hauteur et dont le poids n’excède pas 1,850 kg. Le petit format (petit-saint-nectaire) est d’un diamètre de 12 à 14 cm, d’une épaisseur de 3,5 à 4,5 cm et dont le poids n’excède pas 0,650 kg. Les fromages doivent présenter un croûtage, similaire sur les deux faces, à moisissures rases. Selon le degré d’affinage, elles sont blanches, brunes ou grises, pouvant laisser apparaître un fond de couleur crème à orangé, avec présence éventuelle de fleurs jaunes ou rouges. Les fromages de couleur uniforme ne peuvent pas être commercialisés sous l'appellation. La teneur en matière grasse est de 45 grammes au minimum pour 100 grammes de fromage après complète dessiccation. La teneur en matière sèche ne doit pas être inférieure à 50 grammes pour 100 grammes de fromage affiné. Tranché, le fromage doit laisser apparaître une pâte de texture souple, de couleur crème, odorante et un léger goût de noisette à la consommation.

#### Production du lait cru
Comme pour les autres appellations de fromages d'Auvergne préservées commercialement, le cahier des charges de la protection ne précise pas la race des vaches, mais seulement leur emplacement géographique et leur alimentation : 
- les vaches et les génisses doivent être nées et élevées sur la zone ;
- l’alimentation principale des animaux est l’herbe, et doit exclusivement provenir de la zone pour les vaches ;
- l’alimentation complémentaire est strictement bien définie (selon une liste d’aliment positive) et les OGM sont interdits ;
- le pâturage des vaches est obligatoire (140 jours minimum).

La principale race de vache est la montbéliarde.

#### Transformation
Pour le commerce, le saint-nectaire fermier originel est exclusivement un fromage au lait cru fabriqué à la ferme deux fois par jour, juste après chaque traite. Les autres saint-nectaire, artisanaux ou industriels, peuvent être de laits de garde et de mélange, thermisés ou pasteurisés.
Treize à 14 litres de lait de vache sont nécessaires pour un fromage. Après chaque traite pour le fermier, et après éventuelle pasteurisation du lait acheté pour l'artisan et l'industriel, le lait emprésuré est mis à cailler pendant 30 à 45 minutes. Le caillé obtenu est ensuite décaillé à la lyre en vue de l'obtention de grains de la taille de grains de blé. Vient l'étape du brassage qui permet de raffermir les grains. L'étape suivante est le ramassage : les grains tombent au fond de la cuve et sont regroupés à l'aide du palme.
Ensuite, l'opérateur soutire le petit-lait qui représente environ 80 % de la quantité du lait de départ. Ce lactosérum est ensuite donné aux vaches, épandu dans les prés ou transformé par l'industrie. Celle-ci en fait de la poudre pour l'alimentation des veaux ou encore l'utilise dans la fabrication d'autres produits voués à l'alimentation humaine tels que le chocolat ou les plats préparés.
Une fois bien égouttés, les grains de caillé ainsi obtenus sont pressés une première fois dans des moules à l'aide d'une machine. La tome qui en résulte est emballée dans un linge, équipé d'une plaque de caséine verte ovale ou carrée, et salée (saumure). Elle est ensuite replacée sous un pressoir durant 12 à 24 heures, le fromage est ensuite déballé et mis dans une chambre froide à 10 °C avec 40 à 60 % d'hygrométrie pour l'étape de ressuyage durant deux jours.
La fabrication ainsi terminée les fermiers et les transformateurs affinent les fourmes ou les vendent en blanc ou mi-affinées à des affineurs.
L'affinage peut ensuite commencer pour, selon le cahier des charges, une durée minimum de 28 jours (réduite à 21 jours pour le petit-saint-nectaire) sur de la paille de seigle. Dans les faits, en moyenne, ce sont cinq à six semaines pour le saint-nectaire fermier, pouvant aller jusqu’à deux ou trois mois. Durant cette période les fromages sont lavés plusieurs fois à l’eau salée et sont ensuite régulièrement retournés pour obtenir la croûte fleurie de couleur gris orangé spécifique au saint-nectaire.
Au cours de sa fabrication, le saint-nectaire développe progressivement des arômes de paille et de plantes, caractéristiques des fromages du Massif central.

## Production commercialisée
En 2007, 13 500 tonnes de saint-nectaire ont été commercialisées, dont 6 500 tonnes issues de l'AOC fermière (produits par 240 producteurs fermiers).
En 2016, ce sont 13 763 tonnes qui ont été commercialisées, en hausse de 1,5 % par rapport à l'année précédente.

## Consommation
Le saint-nectaire peut accompagner tous les plats, notamment sous forme de tarte, tourte ou encore brioches. L'AOP saint-nectaire édite régulièrement des livres de recette mettant à l'honneur le produit.

## Tourisme
La Maison du saint-nectaire à Saint-Nectaire, route de Murol, présente l'histoire et la production du fromage.